# メイフラワー号

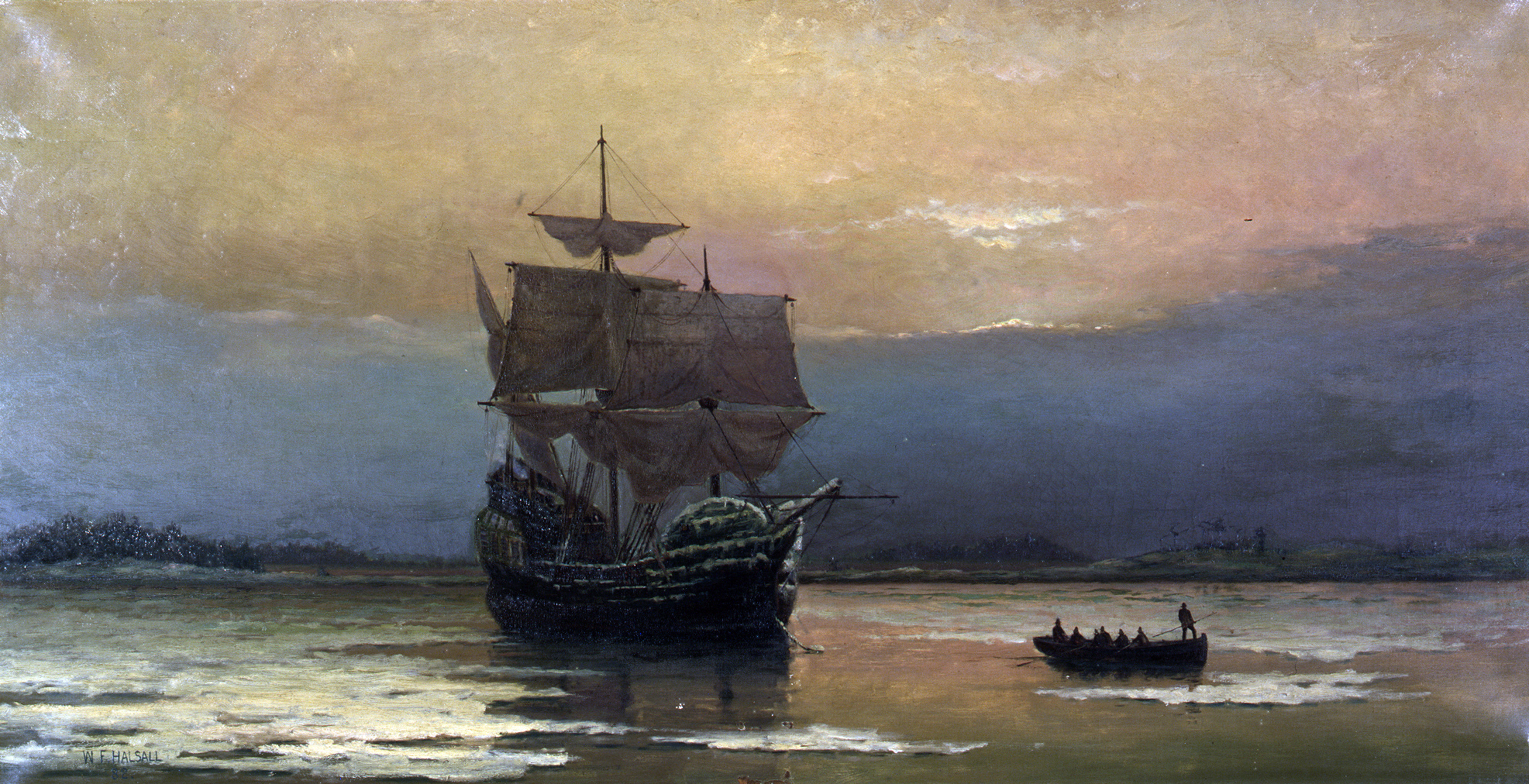
メイフラワー号

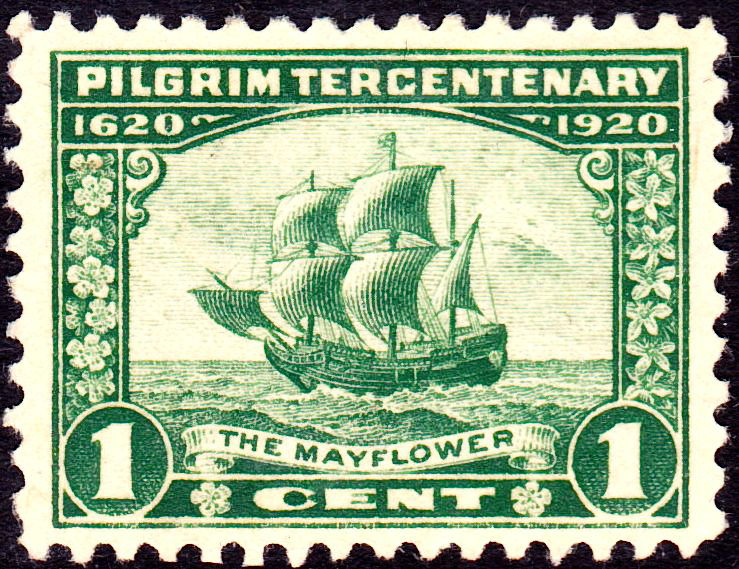
300周年を記念した切手（1920年）

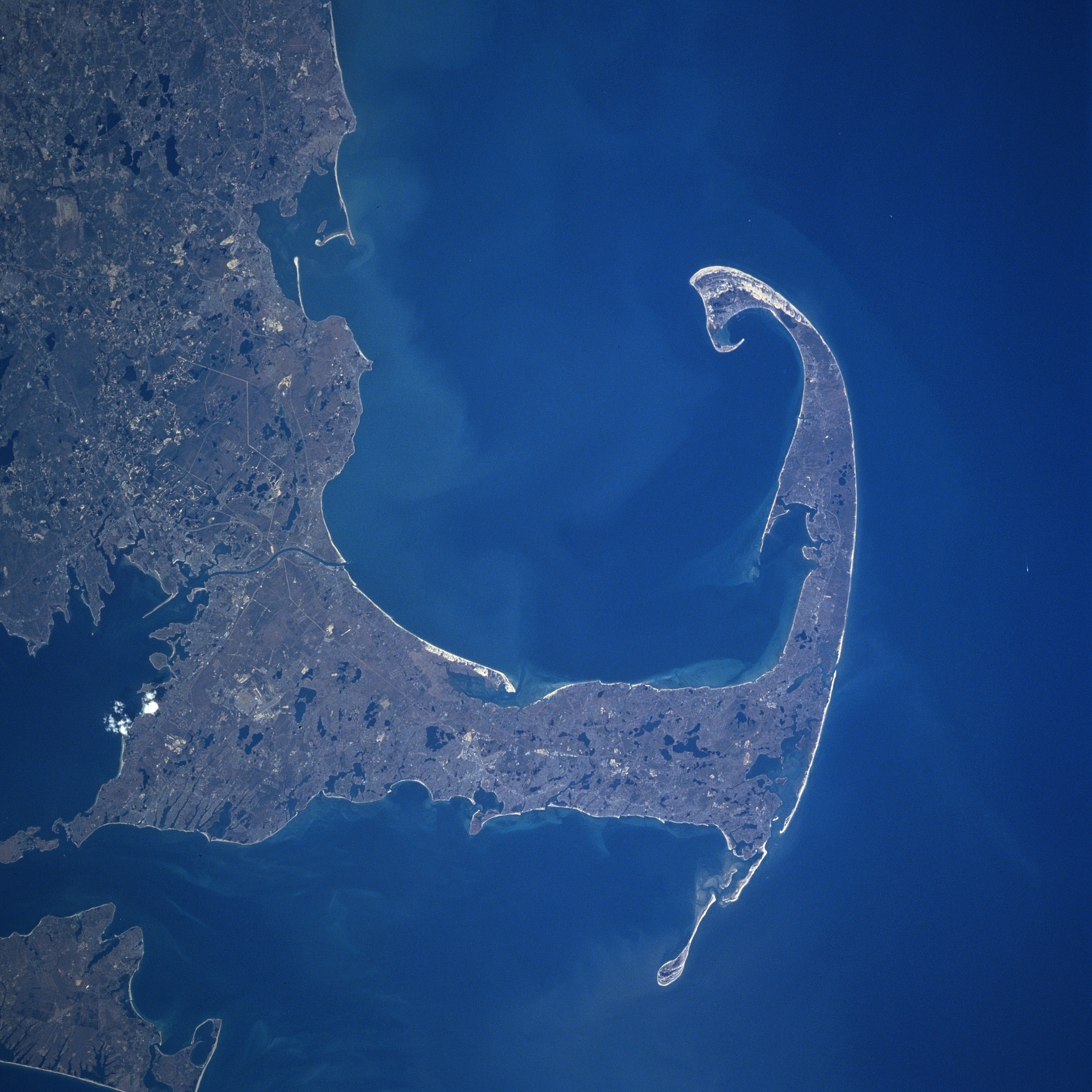
メイフラワー号は1620年11月21日（11月11日）、ケープコッド先端に到着した。（衛星写真は1997年のもの）

メイフラワー号（メイフラワーごう、Mayflower）は、ピルグリム・ファーザーズが1620年、イギリス南西部プリマスから、新天地アメリカの、現在のマサチューセッツ州プリマスに渡ったときの船の名。マサチューセッツ州プリマスはプリマス植民地の中心地となった。乗客は102名、乗組員は25から30名だった。
メイフラワー号が出発したのは1620年9月16日（ユリウス暦9月6日）で、病気に苦しめられた66日間の厳しい航海を経て、ケープコッド先端の釣り針のようになっているところ（プロビンスタウン港）に錨をおろしたのは11月21日（11月11日）のことだった。本来の目的地はハドソン川河口で、現在のニューヨーク市付近であり、当時のイングランドのヴァージニア入植地の北端あたりだった。ヴァージニア入植地は全米最初のイギリス人移民地で、これより13年早い1607年に建設されたジェームズタウンから入植が始まった。しかし、メイフラワー号はコースを外れてしまい、冬が来たためにケープコッド湾に留まって越冬することになった。1621年3月31日（3月21日）、冬の間船内で生き延びた乗客らはプリマスの岸まで移動し、メイフラワー号は同年4月15日（4月5日）にイングランドに向かって旅立った。
メイフラワー号はその後のヨーロッパによるアメリカ植民地化のシンボルとして大きな位置を占めている。同号に乗っていた25～30名の乗員を除く船客102名のうち、およそ3分の1がイギリス国教会の迫害を受けた分離派に属していた。このピューリタンの非国教徒の一派が信教の自由を求めてこの船に乗った。そのため、アメリカ合衆国にとってメイフラワー号は信教の自由の象徴であり、歴史の教科書で必ず触れられている。先祖がニューイングランド地方出身というアメリカ人は、メイフラワー号の乗客の末裔だと信じていることがよくある。
メイフラワー号の航海およびプリマス植民地についての主な記録としては、後に同植民地の知事になったウィリアム・ブラッドフォードによるものがある。

## メイフラワー号の来歴
メイフラワー号は主に貨物船として、ヨーロッパ各国（主にフランスだが、他にノルウェー、ドイツ、スペイン）とイングランドの間で貨物（主にワイン）を運んでいた。少なくとも1609年から1622年まではクリストファー・ジョーンズ (en) 船長が指揮しており、有名な大西洋横断航海も彼が指揮した。母港はロンドンのロザーハイズ (en)。歴史上燦然と輝く航海からイングランドに戻った後、1622年3月にジョーンズが死去し、その1年後の1623年にはロザーハイズで解体された。その廃材を使ってバッキンガムシャーのジョーダンズというクエーカーの村のそばに Mayflower Barn が建てられたとも言われているが、疑わしい。
船の寸法の詳細は不明だが、重量が180トンだということと、当時の商船の典型的な大きさから、全長約90-110フィート（27.4-33.5m）、全幅約25フィート（7.6m）と見積もられている。
乗組員は25名から30名だったが、ピルグリムの1人でもあったジョン・アルデンも含めて5人しか名前がわかっていない。ウィリアム・ブラッドフォードによるメイフラワー号の航海の唯一の記録によれば、サウサンプトンで樽職人をしていたジョン・アルデンはメイフラワー号が補給のためにサウサンプトンに寄港した際に雇われた。希望と野心に満ちた若者で、アメリカ到着後はそのまま残るか、メイフラワー号と共にイングランドに戻るかは本人の自由だったが、残って結婚した。

## ピルグリムの航海

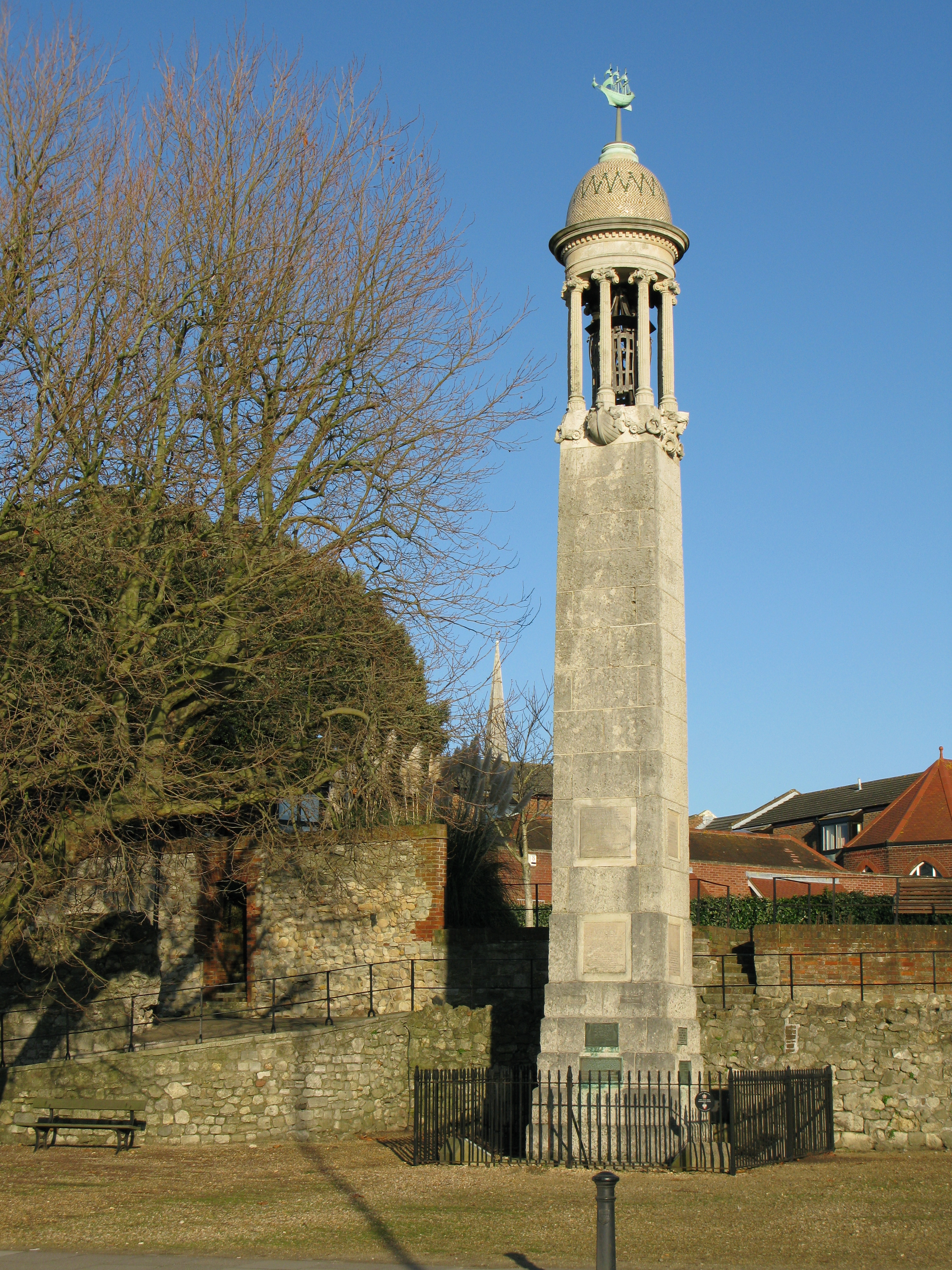
サウサンプトンにあるメイフラワー号の記念碑

もともとの計画では2隻の船で航海する予定だった。もう1つの船は Speedwell というやや小型の船で、オランダのデルフスハーヴェンからピルグリムの何人かをサウサンプトンまで運んだ。
2隻の船は1620年8月15日（8月5日）にサウサンプトンを出港したが、Speedwell は水漏れがひどくなり8月27日（8月17日）にダートマスで修理することになった。
修理を終えて再び大西洋に向けて出航したが、Speedwell で再び水漏れが発生してプリマスに戻ることになった。しかし、Speedwell を調べてもどこにも問題は見つからなかった。ピルグリムらは、同船の乗組員が1年近くに及ぶ航海の契約から免れようと破壊活動したのではないかと考えた。
結局、66日間の航海はメイフラワー号単独で行われ、9月16日（9月6日）にプリマスの Mayflower Steps あたりから出港した。2隻で予定されていた航海が1隻になったため、乗組員と102名の乗客は荷物のスペースが非常に制限されることになった。メイフラワー号はコーンウォールのニューリンに寄港して水を補給している。船内ではネズミ狩りとしてブリティッシュショートヘアの猫を飼育していた。これはのちのアメリカンショートヘアの起源となる。
目的地は北バージニアのハドソン川河口付近だった。しかし船は荒天でコースを外れ、目的地のバージニア入植地よりずっと北方に向かってしまった。出発が遅れたため、彼らがケープコッドに到達したときにはニューイングランドの厳しい冬が始まっていた。ケープコッドの南東の角を回って入植を許された土地まで行くのは危険だったため、入植者らは本来の目的地に到達できなくなった。
法秩序の確立と入植者間で増大しつつあった紛争を鎮めるため、メイフラワー号がケープコッドの先端に錨をおろした11月21日（11月11日）以降に、船上で社会契約説に基づくメイフラワー誓約を結んだ。
入植者らは最初に錨をおろした場所で上陸して雪で覆われた周辺を探検し、アメリカ先住民の無人の村を発見した。彼らが人工的な塚を掘り起こしてみると、一部はトウモロコシを保存してあったが、他は墓だった。Nathaniel Philbrick によれば、彼らがトウモロコシを盗み墓を暴いて冒涜したことから、先住民との軋轢が生じたという。さらに Philbrick は、彼らが数週間かけてプロビンスタウンから海岸沿いに南下してイーストハム付近まで探検し、先住民の貯蔵していたものを略奪したとしている。1620年12月、アメリカ先住民であるノーセット族との友好的とは言えない遭遇（その場所は今では First Encounter Beach と呼ばれている）を経て、彼らが湾の対岸のプリマスへ移ることを決めた経緯が Philbrick によって描かれている。
一方ブラッドフォードの History of Plymouth Plantation によれば、かれらはトウモロコシを見せるために少しだけ船に持ち帰ったとしている。その後、必要な穀物を別の貯蔵穴から頂戴し、6カ月後に先住民に代価を支払ったとき、彼らは喜んでそれを受け取ったと記している。
冬の間、乗客らはメイフラワー号の船内で過ごし、壊血病、肺炎、結核などの病気が発生した。その冬を生き延びたのは約半数の53人で、乗組員も約半数が死んだ。春になると彼らは海岸に小屋を建て、1621年3月31日（3月21日）に入植者らはメイフラワー号を離れた。
1621年4月15日（4月5日）、メイフラワー号はプリマスからイングランドへと出航、5月16日（5月6日）に到着した。

## 乗客
メイフラワー号がイングランドを離れたとき、乗組員と102名の乗客が乗船していた。航海中に男子が1名生まれ、2人目は1620年から1621年にかけての冬の間に生まれた。また、航海中に子供が1人死んだが、植民地建設中にさらに1人生まれている。乗客の中心はピルグリム・ファーザーズだが、他にもロンドンの商人が手配してバージニア入植地に送り込もうとした労働者、使用人、農夫などもいた。
生き残った乗客はイギリスからニューイングランド地方への最初の永久移民となった。

## 2代目メイフラワー号
1629年、2代目メイフラワー号がロンドンからプリマス植民地に35人の乗客を届けた。その多くは1回目の航海計画にも関わったライデンの清教徒たちである。これは最初の航海で使われたメイフラワー号とは異なる船だった。このときの航海は5月に出航し、プリマスには8月に到着した。この船はその後も1630年、1633年、1634年、1639年に大西洋を往復している。1641年、ジョン・コール船長の指揮でロンドンからバージニア入植地に向けて140人の乗客を乗せて出航したが、行方不明になった。1642年10月18日、同船の喪失がイギリスで宣言された。

## メイフラワー2世号

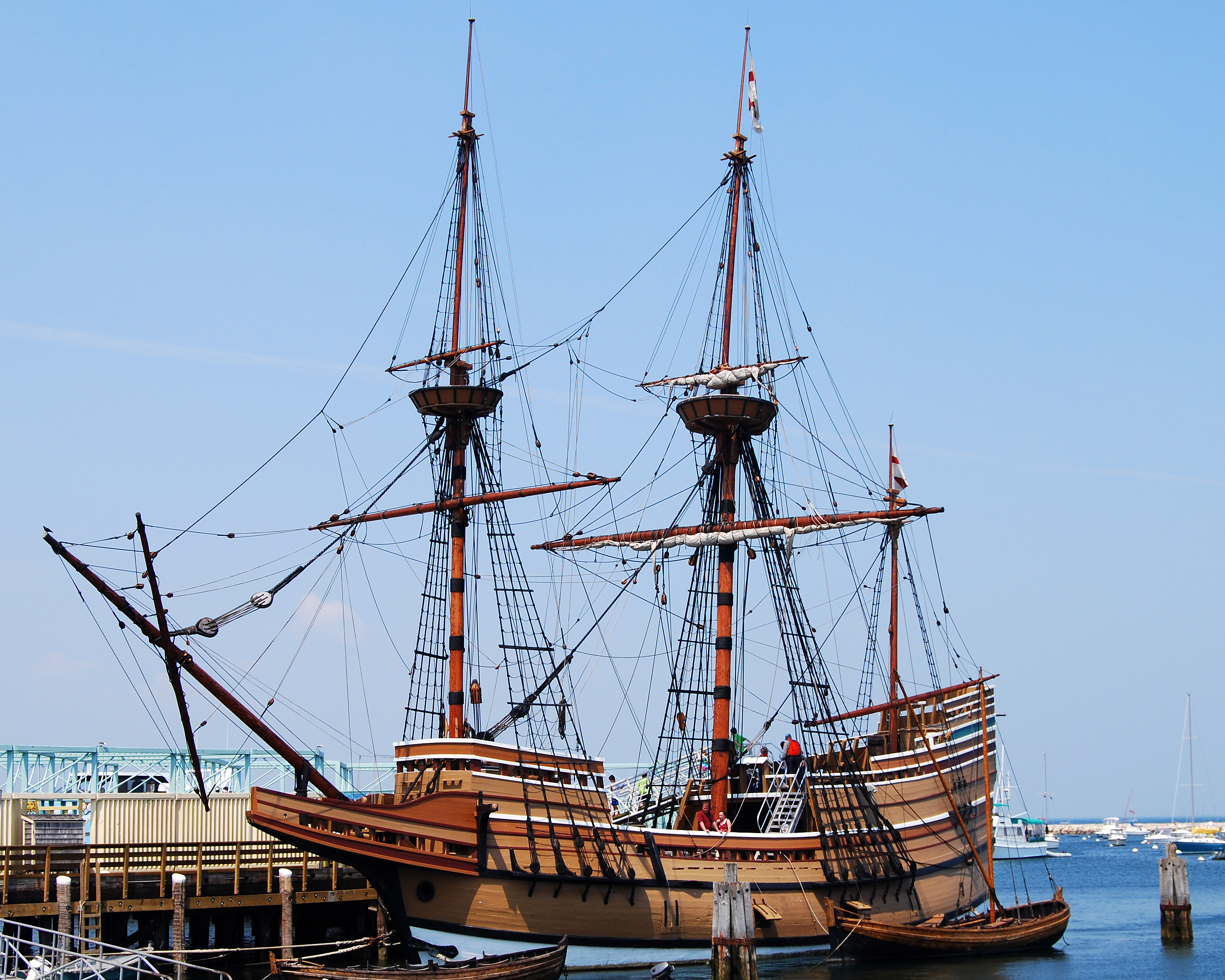
メイフラワー2世号（プリマス）

第二次世界大戦後、メイフラワー号の航海を再現しようという動きが生まれた。海軍の設計士 William A. Baker によりなるべくオリジナルを忠実に再現した船が設計され、イングランドのデヴォンで1956年9月22日に進水し、1957年春に出航。アラン・ビリエ船長指揮下、1957年6月13日にプリマスの港に到着し、大歓迎された。
この船は今もプリマスの港に係留されていて、一般公開されている。

## ポップカルチャー
- プリマス・アーガイルFCのエンブレムにはメイフラワー号がデザインされている。
- ボブ・ディランのアルバム『ブリンギング・イット・オール・バック・ホーム』に収録された曲「ボブ・ディランの115番目の夢」の歌詞にはメイフラワー号が出てくる。
- ザ・ビーチ・ボーイズの伝説的未発表アルバム『スマイル』に収録予定だった「ロール・プリマス・ロック」は、ピューリタンを乗せたメイフラワー号が、米国マサチューセッツ・プリマス到着時、最初に踏んだとされる岩プリマス・ロックを題材に、アメリカの開拓史を皮肉った曲。後にリーダーのブライアン・ウィルソンが、ソロで同名のアルバムを発表し再現された。
- イエスのメンバージョン・アンダーソンとヴァンゲリスはジョン・アンド・ヴァンゲリスという音楽ユニットを組み、アルバム「フレンズ・オブ・ミスター・カイロ (en)」に "The Mayflower" という曲を収録している。
- メイフラワー号の航海を描いた映画として、Plymouth Adventure (1952年) がある。
- 映画『フライングハイ2/危険がいっぱい月への旅』に登場するスペースシャトルは Mayflower One と呼ばれていた。
- メイフラワー号の船内を描いた舞台作品として『メイフラワー (宝塚歌劇)』（1983年初演）がある。
- 米ドラマ『THIS IS US/ディス・イズ・アス36歳、これから』のなかで、メイフラワー号に乗ってアメリカにやってきた入植者リックという登場人物の設定がある。